# 48-я кавалерийская дивизия
48-я кавалерийская дивизия, 48-я отдельная кавалерийская дивизия (48 кд) — кавалерийское соединение (кавалерийская дивизия)  облегчённого состава  РККА Вооружённых Сил СССР в годы Великой Отечественной войны, воевала в составе 51-й армии, участвовала в Крымской оборонительной операции.

## История

### Формирование
23 июля 1941 года была принята директива Генерального штаба РККА № 4/1293/орг. о создании лёгких (рейдовых) кавалерийских дивизий численностью в 2939 бойцов и командиров, 3147 лошадей. Каждая дивизия включала по три кавалерийских полка в 940 человек и 1018 лошадей, управление имело «облегчённый» штат в 85 человек. Кавалерийский полк состоял из четырёх сабельных и одного пулемётного эскадрона в 12 станковых пулемётов, батареи из четырёх 76,2-мм и двух 45-мм противотанковых орудий. В бронетанковом эскадроне полагалось иметь 34 человека и 9 бронемашин или лёгких танков.
Формировалась 48-я кд приказом 6 июля 1941 года в ХВО в районе Полтавы. Командиром был назначен генерал-майор Д. И. Аверкин. Формировалась из резервистов старших возрастов, конный состав поступил из народного хозяйства. Небольшая по своему составу дивизия (до трёх тысяч всадников) должна была в кратчайшие сроки закончить формирование. Дивизия получила стрелковое вооружение (кроме автоматов ППД, которые были позднее доставлены в Крым из Москвы самолётами). Дивизия не имела обоза, что осложнило в дальнейшем подвоз и обеспечение частей боеприпасами, фуражом и продовольствием. После перевозки в Крым дивизия находилась в районе Карасубазара, выполняя роль мобильного резерва на случай высадки противником десантов.

### Оборона Перекопского перешейка в октябре 1941 года
С началом наступление немецкой 11-й армии Э. фон Манштейна на Перекопский перешеек части трех бывших в Крыму 40-й, 42-й и 48-й кавалерийских дивизий были сосредоточены в северной части полуострова и объединены в резервную «конную группу» под командованием генерала Д. И. Аверкина (позднее командование группой принял П. И. Батов).
18 октября части 11-й армии начали штурм Ишуньский позиций. К вечеру 19 октября 46-й пд противника прорвалась к устью реки Чатырлык. 48-я кд вместе с 172-й сд атаковали прорвавшеся части противника. Конники отбросили немецкие части и закрепились севернее деревни Ишунь. 20 октября продолжались атаки противника, которому удалось вклиниться в расположение дивизии. Половина батарей, стоявших на открытых позициях, была уничтожена в течение дня. Противник потеснил 71-й и 62-й полки, авиация бомбила их позиции. К рубежу реки Чатарлык к 23 октября 1941 года стали подходить части Приморской армии генерала-майора Петрова И. Е., прибывшие из Одессы, но удержать оборону в северном Крыму нашим войскам не удалось. 26 октября оборона Приморской армии была прорвана и её части начали отход в направлении Симферополя. Остатки кавалерийской группы отходили вместе с частями Приморской армии на Симферополь, а с 1 ноября на Алушту и далее на Севастополь, поскольку мобильная группа противника перерезала дорогу Симферополь-Севастополь. В оперативном подчинении 48-й дивизии оказался 147-й кавалерийский полк 40-й кавдивизии, командир полковник М. Ф. Собакин.

### Части дивизии, вошедшие в Партизанское движение в Крыму.
2 ноября командиру дивизии было приказано вместе с частями 184-й сд, сформированной из пограничников и до этого оборонявшей южный берег Крыма, занять и оборонять горные проходы к побережью на участке Старый Крым — Сарталак. 4 ноября дивизии был разрешен отход из крымских гор через Судак в район Алушты, однако передовые отряды противника уже заняли её.
Дивизия была отрезана на Южном берегу Крыма от советских войск у Севастополя, совместно с остатками 294-го и 297-го стрелковых полков 184-й стрелковой дивизии она вступила в бой 4 и 5 ноября 1941 года с наступавшими частями 11-й немецкой армии в районе Алушты, которые отрезали ей путь отхода на Севастополь. Кавалеристы отчаянно атаковали и даже выбивали немцев из захваченной ими Алушты, но ввиду отсутствия артиллерии прорваться не смогли, понесли большие потери и отошли в горы в район Куру-Узень.
147-й кавалерийский полк 40-й кд, численностью всего около 200 бойцов, вышел к Севастополю в районе села Варнутка.
Краткое время (менее месяца) с другими бойцами-окруженцами 48-й ОКД и других частей генерал Д. И. Аверкин находился в рядах партизан Крыма. Первый контакт произошел с Ичкинским отрядом М. И. Чуба, партизаны доставили его к Мокроусову А. В. Вероятно командиры 48-й ОКД планировали выйти через горы к Севастополю, но путь был уже заблокирован и они остались в крымском лесу. Начальник штаба 48-й ОКД полковник М. Т. Лобов, которому Аверкин передал командование остатками дивизии и штабом, зимой 1941 году возглавлял красноармейский партизанский отряд, а в 1942 году ненадолго стал командующим партизанскими отрядами Крыма. Как писал в своих воспоминаниях И. З. Вергасов, по прибытии в штаб района все помыслы Д. И. Аверкина были связаны со скорейшим переходом в ближайший к Севастополю партизанский отряд. Аверкин с группой бойцов совершил пеший переход и прибыл в район заповедника. Как старшему по званию генералу Аверкину передали командование 4-м партизанским районом Крыма вместо Бортникова И. М., который дислоцировался в районе Крымского заповедника. Этот момент его биографии отражен в мемуарах известного партизана, генерал-майора Ф. И. Федоренко, на тот момент лейтенанта.
9 декабря (в других источниках 10 или 13) стоянка партизан в Государственном заповеднике была атакована противником — румынскими горными частями, которые осуществляли прочёс гор. Судьба генерала Аверкина в точности не известна, однако позднее его тело найдено к северо-западу от горы Ат-Баш на спуске к роднику Беш-Текне и было опознано по шинели и кителю. 21 марта 1942 А. В. Мокроусов докладывал: «партизаны потеряли убитыми 175 человек, ранеными — 200, без вести пропало — 73 (в том числе генерал-майор Аверкин)».
И. З. Вергасов, «Крымские тетради»:

«Парторг Подопригора и Петр Коваль уводили отряд все восточнее и восточнее, опасаясь, что на правом фланге вот-вот появятся каратели. Тогда полное окружение…- Скорее, скорее! — подгонял партизан политрук Кучер. Вдруг на далеком фланге, куда отошли генерал Аверкин и Мошкарин, вспыхнула ожесточенная стрельба. — Наши! — сказал Подопригора, не останавливаясь. Стрельба на фланге была короткой. Отряд выходил в безопасное место.
Долго искали следы генерала Аверкина, Мошкарина и тех, кто с ними отходил, кто не дал сомкнуться кольцу окружения, кто, по существу, помог сохранить главные силы отряда. Останки генерала Дмитрия Ивановича Аверкина, Дмитрия Мошкарина, комиссара отряда Белобродского и всех, кто был с ними, обнаружили через многие дни на спуске Беш-Текне.»
Погибшие в том бою партизаны похоронены в братской могиле вблизи Ай-Петринской радиостанции.
В ноябре 1941 года, ввиду больших потерь, дивизия была расформирована. Её остатки вышедшие к Севастополю были влиты в 40-ю кавалерийскую дивизию, значительная часть с командирами влилась в ряды партизан, остальные погибли или попали в плен. Журнал боевых действий 48-й кд обнаружить не удалось. Старшие кадровые офицеры дивизии позднее в 1942 году были отозваны из партизанских отрядов и эвакуированы авиацией на большую землю. Исключена из списков РККА 22 мая 1942 года как погибшая.

## В составе[2]
| На дату                 | Фронт                                      | Армия                      | Корпус                          |
| 06.07.1941 — 30.07.1941 | Харьковский военный округ                  |                            |                                 |
| 01.08.1941 — 20.08.1941 | Южный фронт                                |                            | 9-й отдельный стрелковый корпус |
| 21.08.1941 — 13.11.1941 |                                            | 51-я армия (отдельная)     |                                 |
| 13.11.1941 — 22.05.1942 | Севастопольский оборонительный район (СОР) | 40-я кавалерийская дивизия |                                 |
| ----------------------- | ------------------------------------------ | -------------------------- | ------------------------------- |

## Командование
Командир дивизии:
- генерал-майор Аверкин Дмитрий Иванович.

Начальник штаба:
- полковник Лобов Михаил Тихонович (в будущем — командующий партизанским движением Крыма, 1942 год).

## Состав
На 17.08.1941 — 13.11.1941:
- Управление дивизии.
- 62-й кавалерийский полк.
- 68-й кавалерийский полк.
- 71-й кавалерийский полк, (командир — будущий партизан и Герой Советского Союза Б. Б. Городовиков).
- Дивизионные части:
  - 56-й бронетанковый эскадрон
  - 222-й дивизионный ветлазарет